# Malabica tatai
Malabica tatai es una especie de coleóptero de la familia Monotomidae.

## Distribución geográfica
Habita en la India.